# Júlio César de Oliveira
Júlio César Miranda de Oliveira (4 febbraio 1986) è un giavellottista brasiliano.

## Palmarès
| Anno | Manifestazione          | Sede           | Evento                 | Risultato | Prestazione | Note |
| ---- | ----------------------- | -------------- | ---------------------- | --------- | ----------- | ---- |
| 2002 | Mondiali juniores       | Kingston       | Lancio del giavellotto | 21º (q)   | 63,72 m     |      |
| 2003 | Mondiali allievi        | Sherbrooke     | Lancio del disco       | 12º       | 52,39 m     |      |
| 2003 | Mondiali allievi        | Sherbrooke     | Lancio del giavellotto | Oro       | 81,16 m     |      |
| 2004 | Mondiali juniores       | Grosseto       | Lancio del giavellotto | Bronzo    | 73,86 m     |      |
| 2005 | Campionati sudamericani | Cali           | Lancio del giavellotto | Argento   | 73,60 m     |      |
| 2006 | Giochi sudamericani     | Buenos Aires   | Lancio del giavellotto | Argento   | 72,10 m     |      |
| 2007 | Campionati sudamericani | San Paolo      | Lancio del giavellotto | Bronzo    | 74,56 m     |      |
| 2007 | Giochi panamericani     | Rio de Janeiro | Lancio del giavellotto | 8º        | 67,92 m     |      |
| 2009 | Campionati sudamericani | Lima           | Lancio del giavellotto | Bronzo    | 73,51 m     |      |
| 2009 | Mondiali                | Berlino        | Lancio del giavellotto | 42º (q)   | 68,49 m     |      |
| 2011 | Campionati sudamericani | Buenos Aires   | Lancio del giavellotto | 5º        | 70,94 m     |      |
| 2011 | Giochi panamericani     | Guadalajara    | Lancio del giavellotto | 6º        | 76,24 m     |      |
| 2013 | Campionati sudamericani | Cartagena      | Lancio del giavellotto | 4º        | 75,20 m     |      |
| 2014 | Giochi sudamericani     | Santiago       | Lancio del giavellotto | Argento   | 75,98 m     |      |
| 2015 | Campionati sudamericani | Lima           | Lancio del giavellotto | Oro       | 81,22 m     |      |
| 2015 | Giochi panamericani     | Toronto        | Lancio del giavellotto | Bronzo    | 80,94 m     |      |
| 2015 | Mondiali                | Pechino        | Lancio del giavellotto | 15º (q)   | 79,81 m     |      |
| 2016 | Giochi olimpici         | Rio de Janeiro | Lancio del giavellotto | 16º (q)   | 80,49 m     |      |